# Violines y trompetas
Violines y trompetas es el título de la comedia cuyo autor es Santiago Moncada.

## Argumento
La obra, que presentaba una situación moral atrevida para la época de su estreno —en España se acababa de salir de un largo periodo de dictadura y de moral estricta—, cuenta las vivencias día a día de un trío de músicos de cámara mediocres que comparten no solo la profesión sino también sus objetivos amorosos. La obra trata temas universales en el teatro: sexo, frustraciones, anhelos, deseos reprimidos, etcétera; no obstante, los presenta con una cierta novedad y frescura. El hilo conductor de la obra es el ensayo de El Trío del Archiduque de Beethoven.

## Estreno
Se estrenó en el teatro Infanta Isabel de Madrid en 1977. En su primera interpretación los actores fueron Jesús Puente, Juanjo Menéndez, Pilar Bardem y Violeta Cela. Tuvo un gran éxito y se representó de forma ininterrumpida y simultánea, en Madrid y Barcelona, durante cuatro años. En Barcelona los papeles masculinos principales estuvieron a cargo de Paco Morán y de Fernando Guillén. Tuvo un gran éxito no solo en España sino también en Hispanoamérica, EE. UU. y otros países europeos.

## Revisión
Coincidiendo con el 25.º aniversario de su estreno, en el 2002, la obra fue revisada por su autor, que según su propia confesión en el programa de mano, realizó mínimos ajustes en el texto. La obra fue reestrenada, con gran éxito en toda España y tres meses en el Teatro Fígaro de Madrid, por la compañía de Ángel Luis Yusta y Tania Ballester, y protagonizada aparte de por estos dos actores por Tony Isbert y Soraya Padrao.
Volvió a representarse en 2012 en el Teatro Borrás de Barcelona, con interpretación de Joan Pera, Lloll Bertran, Ferran Rañé y Anna Gras y en el Teatro Muñoz Seca de Madrid, con Antonio Vico, Ivonne Reyes, Javier Tolosa, Jesús Cisneros y Cristina Peña.
- Datos: Q9094315